# Isaac Region
Koordinaten: 22° 48′ S, 148° 41′ O

Die Isaac Region ist ein lokales Verwaltungsgebiet (LGA) im australischen Bundesstaat Queensland. Das Gebiet ist 58.708 km² groß und hat etwa 31.000 Einwohner.

## Geografie
Die Region liegt in der Mitte der Ostküste des Staats etwa 790 km nördlich der Hauptstadt Brisbane.
Größte Stadt und Verwaltungssitz der LGA ist Moranbah mit etwa 7100 Einwohnern. Zur Region gehören folgende Stadtteile und Ortschaften: Belyando, Blue Mountain, Burton, Carmila, Clairview, Clarke Creek, Clermont, Collaroy, Coppabella, Dysart, Eaglefield, Elgin, Elphinstone, Epsom, Frankfield, Gemini Mountains, Glenden, Hail Creek, Ilbilbie, Kemmis, Kilcummin, Laglan, Lotus Creek, Mackenzie River, May Downs, Middlemount, Mistake Creek, Moranbah, Mount Britton, Nebo, Ogmore, Oxford, Pasha, Peak Vale, St Lawrence, Strathfield, Suttor, The Percy Group, Turrawulla, Valkyrie, Winchester und Wolfang.

## Geschichte
Die heutige Isaac Region entstand 2008 aus den drei Shires Belyando, Broadsound und Nebo.

## Verwaltung
Der Isaac Regional Council hat neun Mitglieder. Acht Councillor werden von den Bewohnern der acht Divisions (Wahlbezirke) gewählt. Der Ratsvorsitzende und Mayor (Bürgermeister) wird zusätzlich von allen Bewohnern der Region gewählt.